# Fietsband

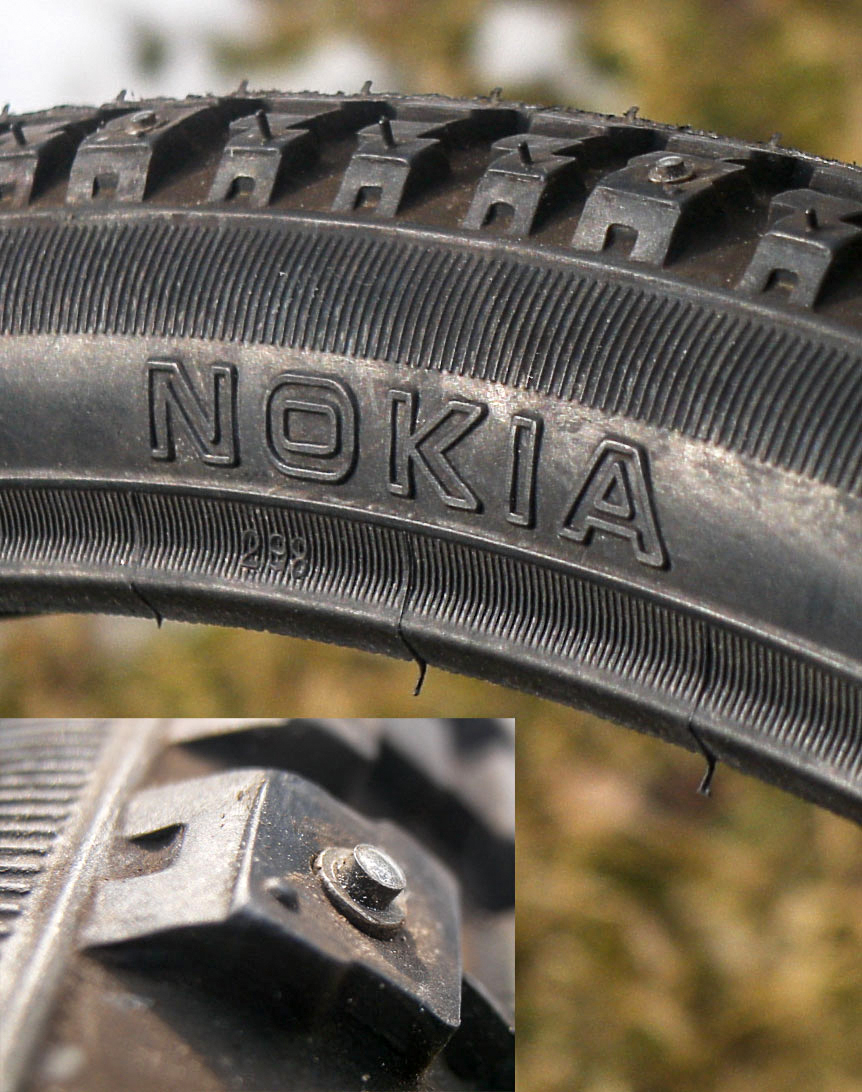
Winterbuitenband met spikes

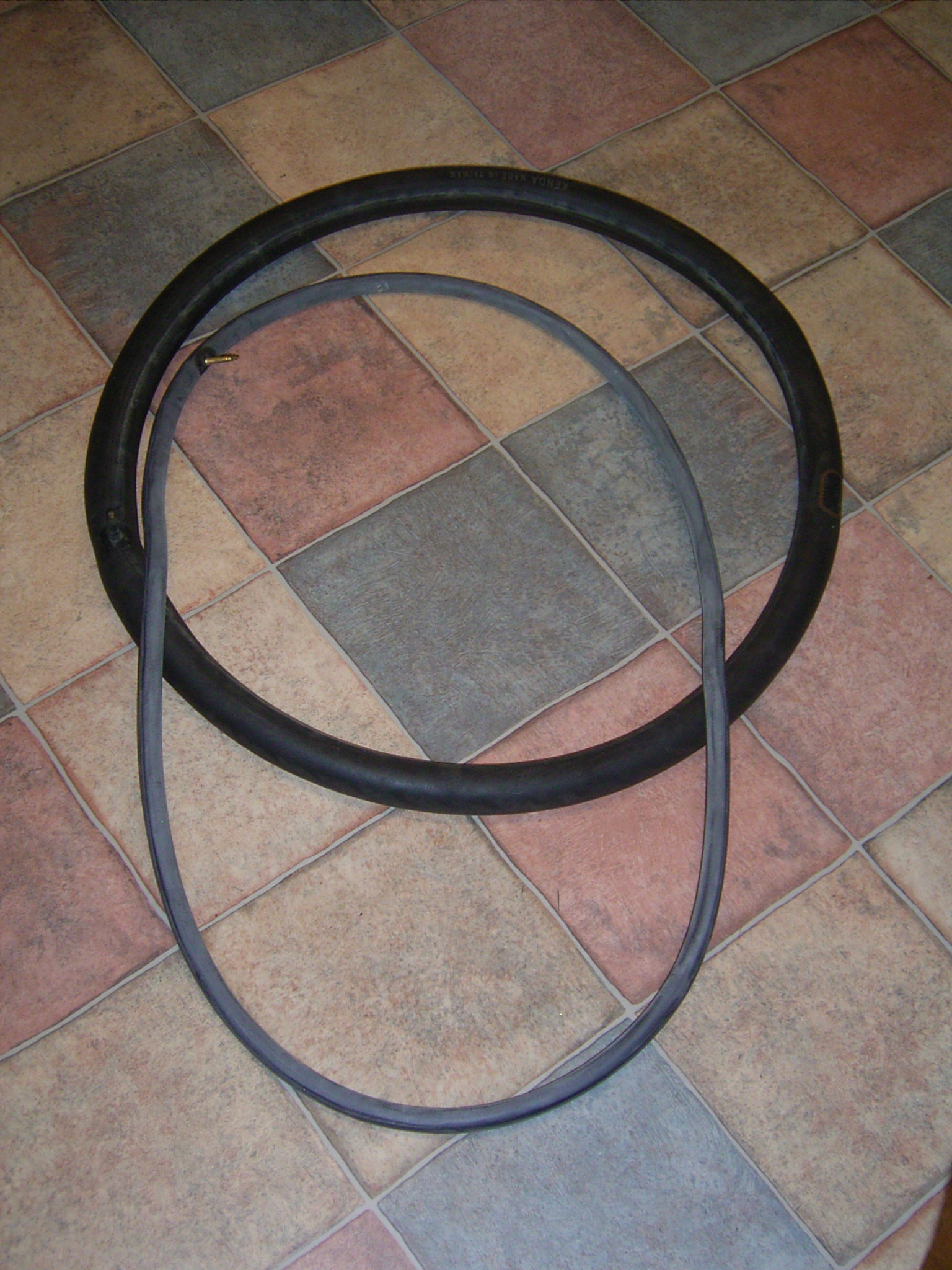
Verschillende fietsbinnenbanden

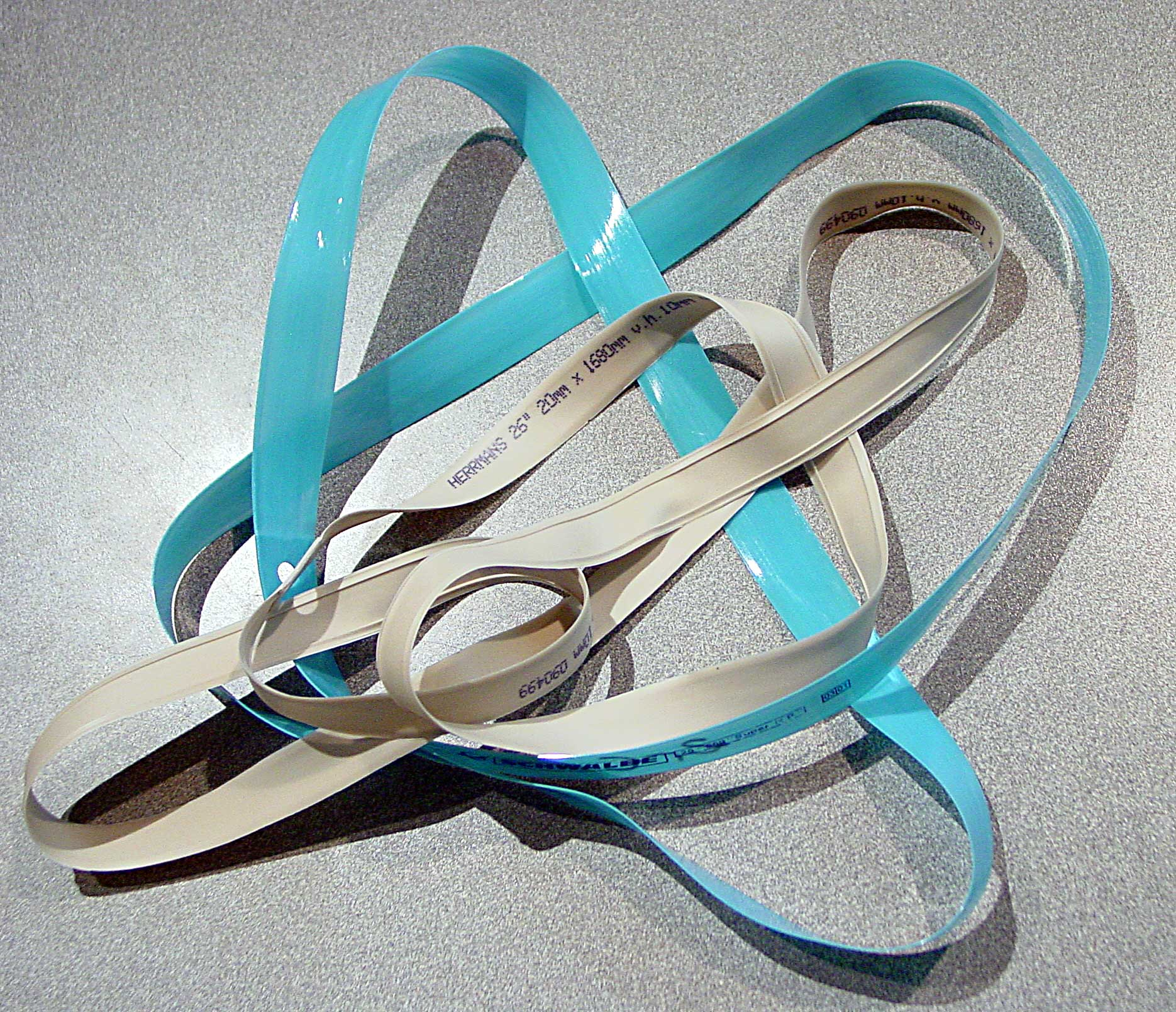
Velglint van kunststof of rubber voor bescherming van de binnenband

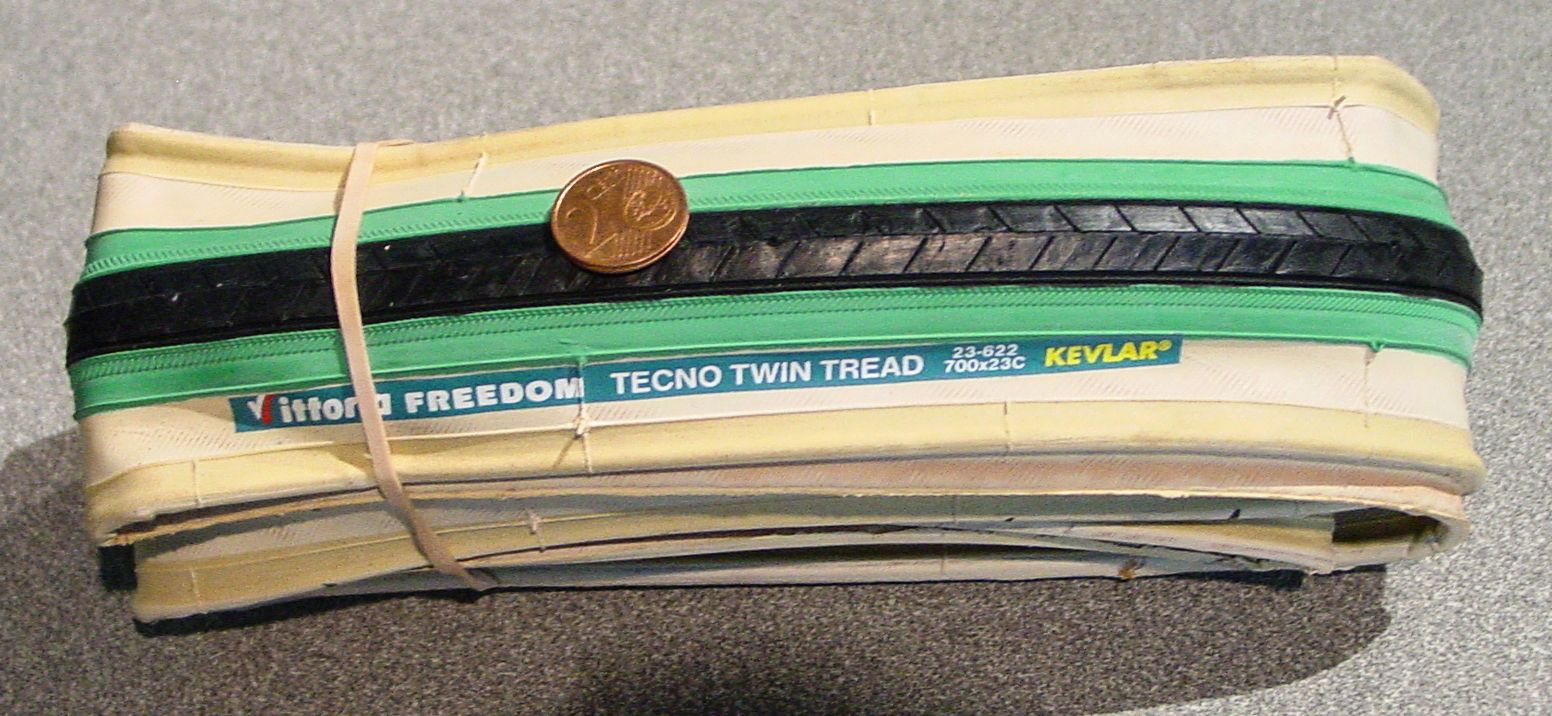
Draadband 23-622

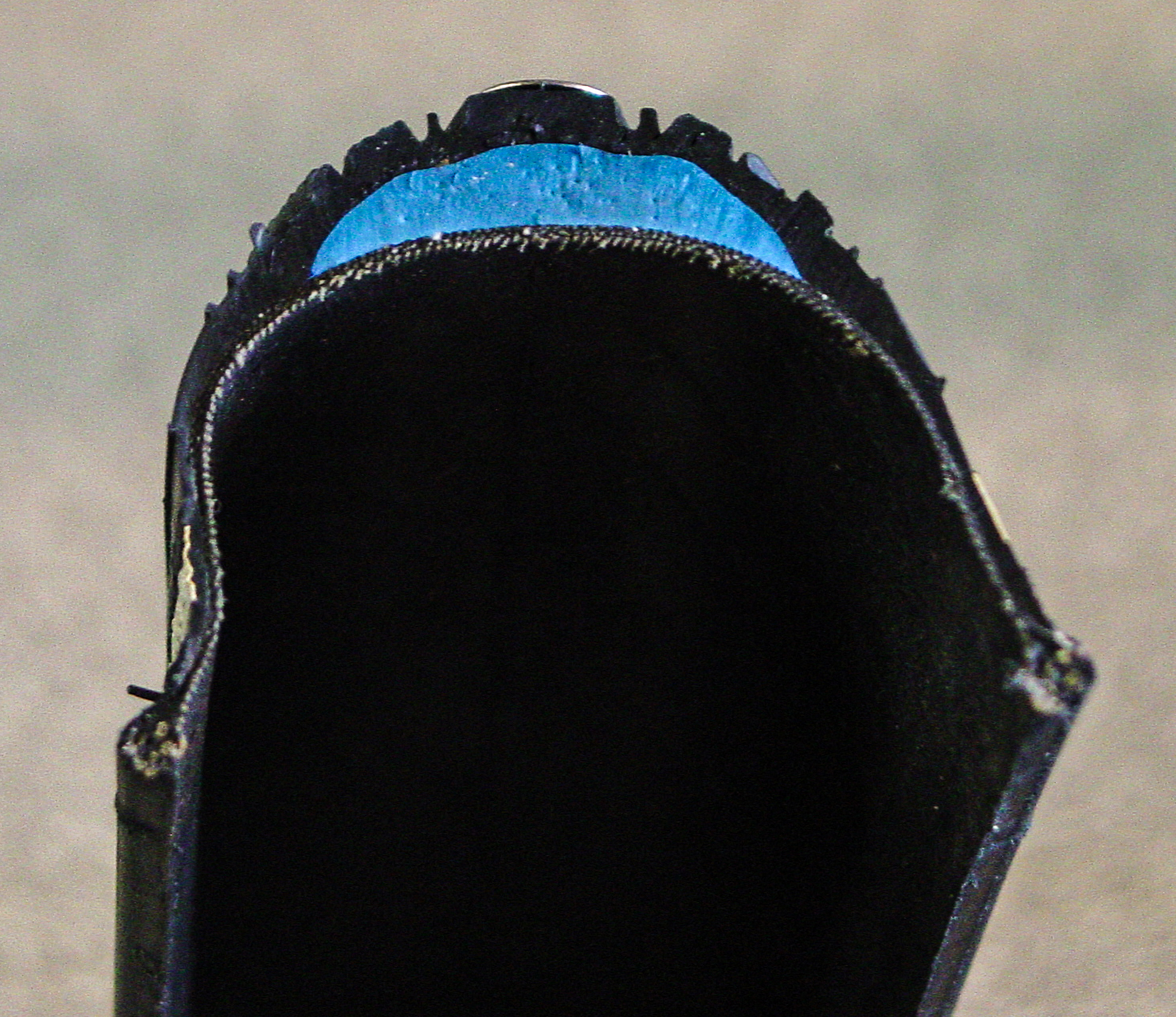
Antilekband met verdikte laag

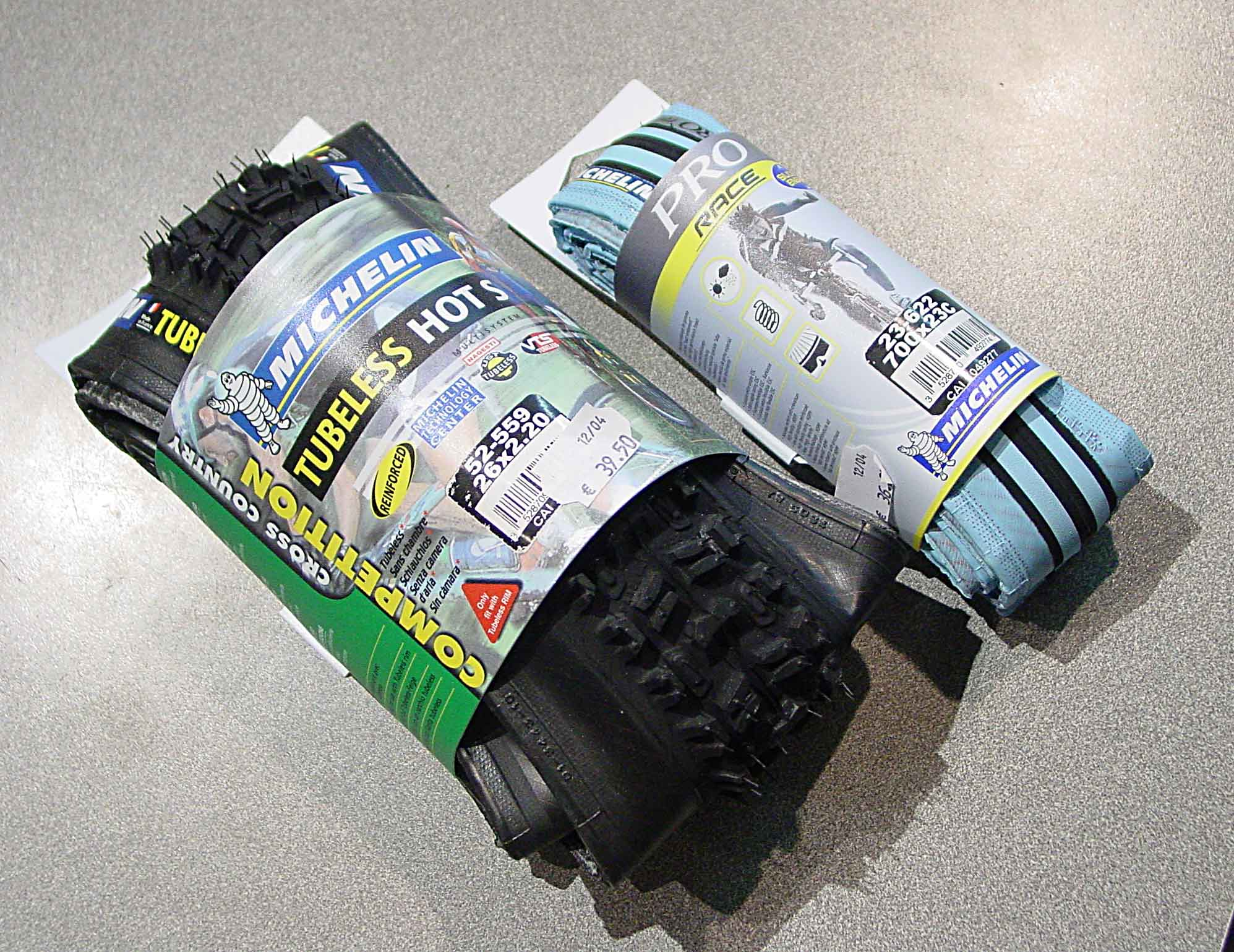
Opvouwbare banden:links tubeless, rechts raceband

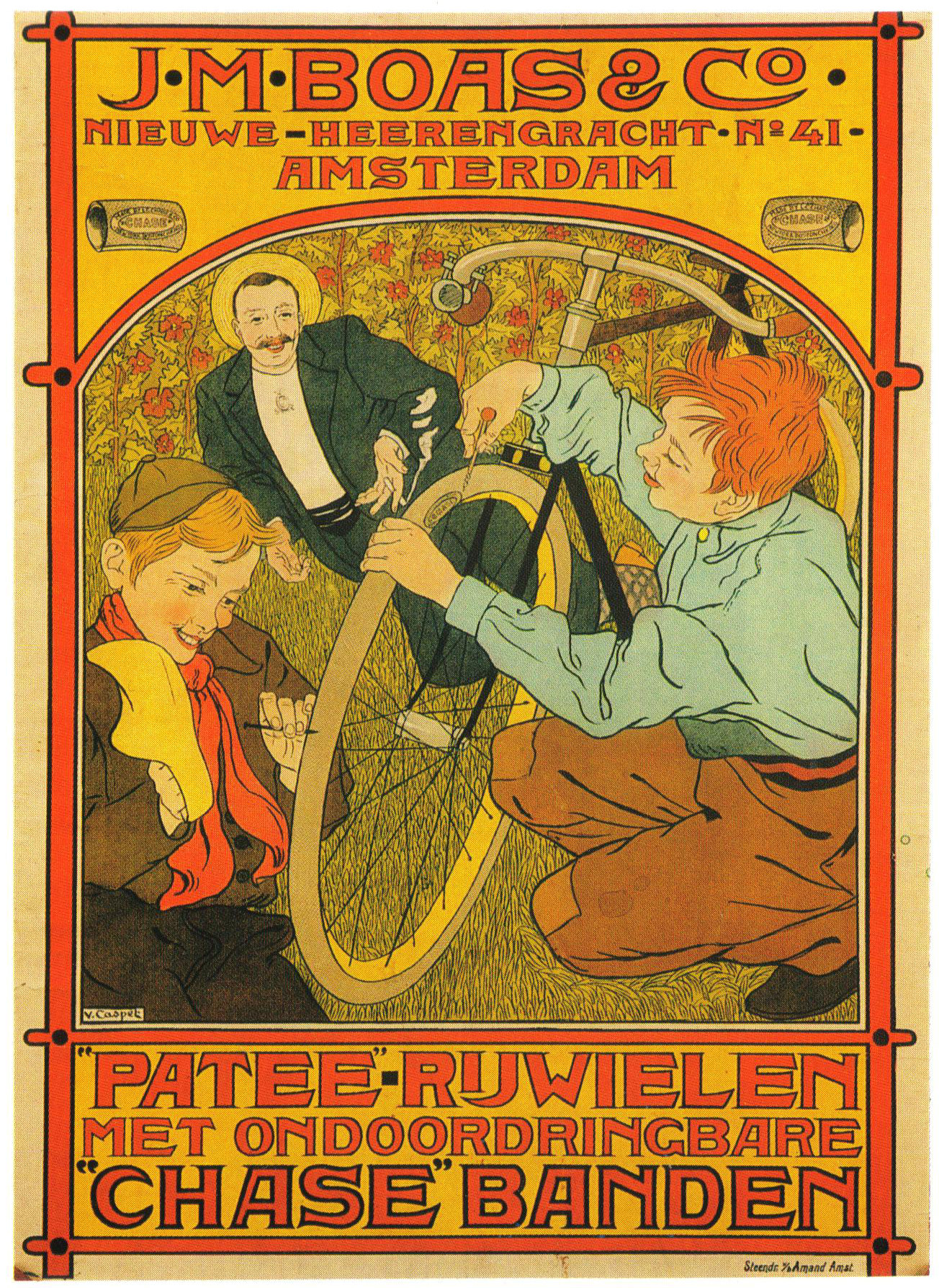
Beweringen over lekvrije banden waren er al een eeuw eerder dan de eerste bruikbare antilekbanden. Deze poster van Johann Georg van Caspel is uit 1897.

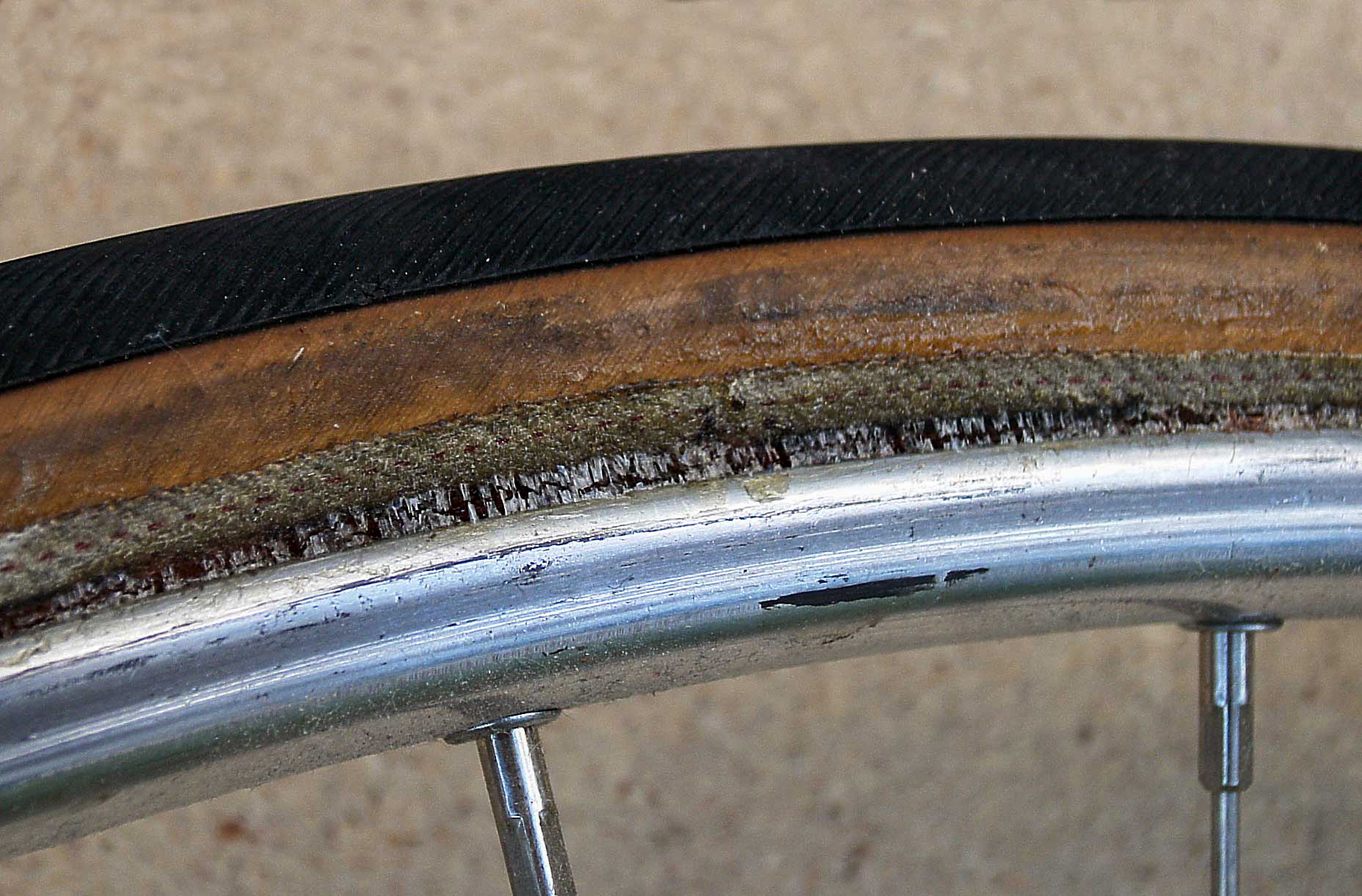
Aan buitenband vastgekleefde binnenband

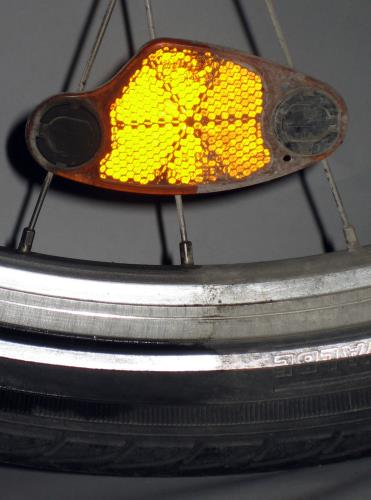
Toerfietsband met reflectiestreep

Een fietsband bestaat in de regel uit een binnen- en buitenband om de wielen van een fiets. De binnenband bestaat uit een met samengeperste lucht gevulde soepele ronde buis. De binnenband werkt als kussen dat de oneffenheden in het wegdek opvangt. De buitenband zorgt voor bescherming van de binnenband en voor grip op de weg.
De buitenband bestaat uit een karkas van koordlagen van langvezelige katoen, die het canvas vormen, en randen van gevlochten staaldraad. Goedkopere banden hebben koordlagen van kunststofvezels. Daaromheen is een rubberlaag aangebracht met op het loopvlak een profiel. Op de zijkanten is meestal een witte reflecterende streep aangebracht.
De binnenband is een luchtband met een fietsventiel, die in 1888 werd uitgevonden door John Dunlop en voor het eerst toegepast op de fiets. Daarvoor waren de wielen van ijzer en sinds 1865 hadden deze massieve banden. De eerste afneembare luchtbanden werden in 1890 door de gebroeders Michelin in Frankrijk gemaakt.

## Samenstelling van buitenband
Bij de samenstelling van de buitenband zijn een lage rolweerstand, weinig slipgevoeligheid, hoge slijtweerstand, lange houdbaarheid en een stabiel profiel van belang. Hierbij zijn een lage rolweerstand en een lage slipgevoeligheid moeilijk met elkaar te combineren. Door toevoeging van silicium of het gebruik van meerdere rubbermengsels (dual en triple compounds) zijn deze eigenschappen beter met elkaar te combineren.
Het wordt aanbevolen de binnenkant van de buitenband te bestrooien met talk (een fijngemalen, gehydrateerd, waterstofhoudend magnesiumsilicaat) om het vastkleven van de binnenband met de buitenband te voorkomen. Tegenwoordig is er op de binnenbanden al bij de fabricage een talklaagje opgebracht. Dit gaat echter verloren bij onderdompeling in water bij het repareren van een lekke band en door herhaaldelijk demonteren en monteren.

## Bandenspanning
De maximale en minimale spanning wordt op de zijkant van de buitenband aangegeven, meestal in bar, maar soms ook nog in psi.
Ter omrekening: 1 bar = 14,5 psi of 1 psi = 0,068 95 bar.
Aspecten bij de keuze van de bandenspanning:
- Een lage bandenspanning verhoogt de rolweerstand, doordat een grotere lengte van de band met het wegdek in contact komt. Verder wordt de levensduur verkort doordat de band in het midden doorbuigt en de band op de wangen gaat lopen.
- Een lage bandenspanning geeft minder slip en dus een betere grip. Bij het mountainbiken wordt gespeeld met de bandenspanning, bijvoorbeeld om het contactoppervlak van de band en daardoor de grip op een losse bodem of zeer harde bodem te vergroten.
- Een lage bandenspanning vermindert de stabiliteit in bochten en kan tot wegglijden (driften) leiden. Een uitzondering vormen de tubeless-banden: doordat er geen wrijving tussen de binnen- en buitenband is kan op deze banden in het algemeen met een 1 bar lagere spanning gereden worden.
- Hoe hoger de bandenspanning des te minder veert de band in en des te geringer is het rijcomfort. Bij een te lage bandenspanning kan canvasbreuk optreden en kan de binnenband tegen de velg lek stoten. Dit noemt men een snake-bite, naar de vorm van het lek.
- De juiste bandenspanning hangt af van het lichaamsgewicht. Hoe hoger het gewicht des te hoger moet de bandenspanning zijn.
- Zelfs de beste band verliest op den duur lucht, waardoor regelmatig de bandenspanning gecontroleerd moet worden.
- De bandenspanning hangt af van de omgevingstemperatuur. Bij een lagere temperatuur is de bandenspanning ook lager.
- Speciaal bij racefietsen kan de velg soms een lagere bandenspanning verdragen dan de maximale bandenspanning van de band zelf.

De optimale bandenspanning is:
- mountainbike: afhankelijk van de breedte en lichaamsgewicht: tussen 2,0 en 4,0 bar. Bij tubeless 1,5 tot 2,5 bar.
- toerfiets: tussen 3,5 en 5 bar.
- racefiets: met tubes op de weg 7 tot 9 bar, op de wielerbaan 10 tot 13 bar en bij een recordpoging zelfs hoger. Boven 14 bar neemt de rolweerstand weer toe en gaat de band stuiteren op de kleinste oneffenheid.
- ballonbanden: tussen 1,5 en 3,5 bar.
- draadbanden: tussen 7 en 10 bar.

Tot het begin van de jaren 80 waren er geen smalle draadbanden voor de racefiets in de breedtes 23, 25 of 28 mm verkrijgbaar. Sommige wielrenners trainden op de toen smalst verkrijgbare draadbanden van 32 mm.

## Antilekband
De antilekband heeft een laagje onder het loopvlak, waardoor scherpe voorwerpen minder makkelijk in de band kunnen dringen. Voor deze laag heeft een bandenfabrikant keus uit een groot aantal materialen. Voor toerbanden wordt vaak een zeer taaie elastomeer gebruikt. Het gaat dan om een massieve laag. Voor racefietsen is dit soort barrièrelaag een uitzondering. Voor alle typen fietsbanden wordt veel gebruikgemaakt van weefsels van speciale vezels, zoals spectra en kevlar (aramide). Deze kunnen als een smalle, soms karkasbrede laag worden meegenomen in de vulkanisatie. Soms wordt het karkasmateriaal — veelal polyamide of polyester — in extra lagen ingevoegd om tot een grotere lekbestendigheid te komen.

## Opvouwbare buitenband
Bij de opvouwbare buitenband (vouwband) is het gevlochten staaldraad vervangen door kevlardraden. Deze band is hierdoor 50 tot 150 g lichter, wat vooral bij racebanden belangrijk is.

## Tube
De tubes waarop wielrenners al van oudsher rijden, zijn banden met een ingenaaide binnenband. Bij de tube is de buitenband om de binnenband heen aan de binnenzijde dichtgenaaid. De tube wordt met lijm of met een tweezijdig plakbaar kitlint op een daarvoor bestemde tubevelg geplakt. Doordat een tube geheel rond is en op de velg wordt geplakt, geeft deze een soepeler gevoel qua vering en in de bochten een betere controle. Deze banden heten in het Duits Schlauchreifen en in het Frans boyaux. In het Engels spreekt men van tubular.
Vooral op de wielerbaan, achter de derny en achter de grote motoren, waarbij met snelheden van meer dan 70 km/h wordt gereden, willen de renners op tubes rijden. Wanneer immers de ingenaaide binnenband lek raakt, blijft er eerst nog lucht tussen de buiten- en de binnenband zitten, zodat de band niet in een keer leeg loopt en de renner zich naar de benedenkant van de baan kan laten zakken.

## Tubeless
Pas sinds enige jaren zijn er voor fietsen ook tubelessvelgen met de daarbij behorende buitenband ontwikkeld. Deze ontwikkeling heeft zijn oorsprong in de ATB-wereld, de mountainbikesport, het eerst bij de downhilldiscipline. Omdat bij dit downhillrijden de achterband nog weleens tegen een rotspunt of een ander hard obstakel aanslaat en de binnenband daardoor tussen de velg en de buitenband knel kan komen te zitten, wat een snake-bite oplevert, is voor deze discipline een dergelijke velg met tubelessband ontwikkeld. Vanuit deze ontwikkeling heeft men nu ook voor de racefiets een dergelijke luchtdichte velg met een binnenbandloze buitenband gefabriceerd.
Een tubelessvelg heeft geen spaakgaten en er is dan ook geen velglint nodig. Het is echter mogelijk een standaardvelg te gebruiken, mits men de spaaknippels aan de binnenkant afsluit met een breed velglint.

## Bandenmaten
In Europa wordt op diverse manieren de grootte van de band aangegeven. De klassieke aanduidingen zijn nominale maten. Het heeft geen zin met een meetlint te controleren of de maat klopt. Men mag echter verwachten dat een band bruikbaar is als de maataanduiding dezelfde is als van de oude band.

### Duitse 'klassieke' benadering
De maat in inches met twee getallen, bijvoorbeeld 28 × 1¾, waarbij het eerste getal de buitendiameter van de opgepompte band aangeeft in inches en het tweede getal de hoogte vanaf de draad tot de bovenkant en tevens de breedte.
De maat in inches met drie getallen, zoals bij 28 × 1⅝ × 1⅜. Deze band heeft dezelfde velgmaat als 28 × 1⅝, maar de hoogte en breedte zijn 1⅜ inch. De buitendiameter is dan ook niet 28" (maar minder).
Het is dus niet juist dat het tweede getal de hoogte en het derde de breedte aangeeft.
Dit is echter theorie, in de praktijk valt er weinig regelmaat in het systeem te ontdekken en wie de maat in inches opmeet, zal een andere waarde vinden. Het is dan ook beter de inchmaat als bestelnummer te beschouwen.

### Frans maatsysteem
In het Franse systeem, bijvoorbeeld 700-23C of 700-38C, staat het eerste getal voor de buitendiameter van de buitenband in millimeter. Dit eerste getal is echter steeds afgerond. Het tweede getal staat voor de breedte van de band in millimeter.

### ETRTO-norm

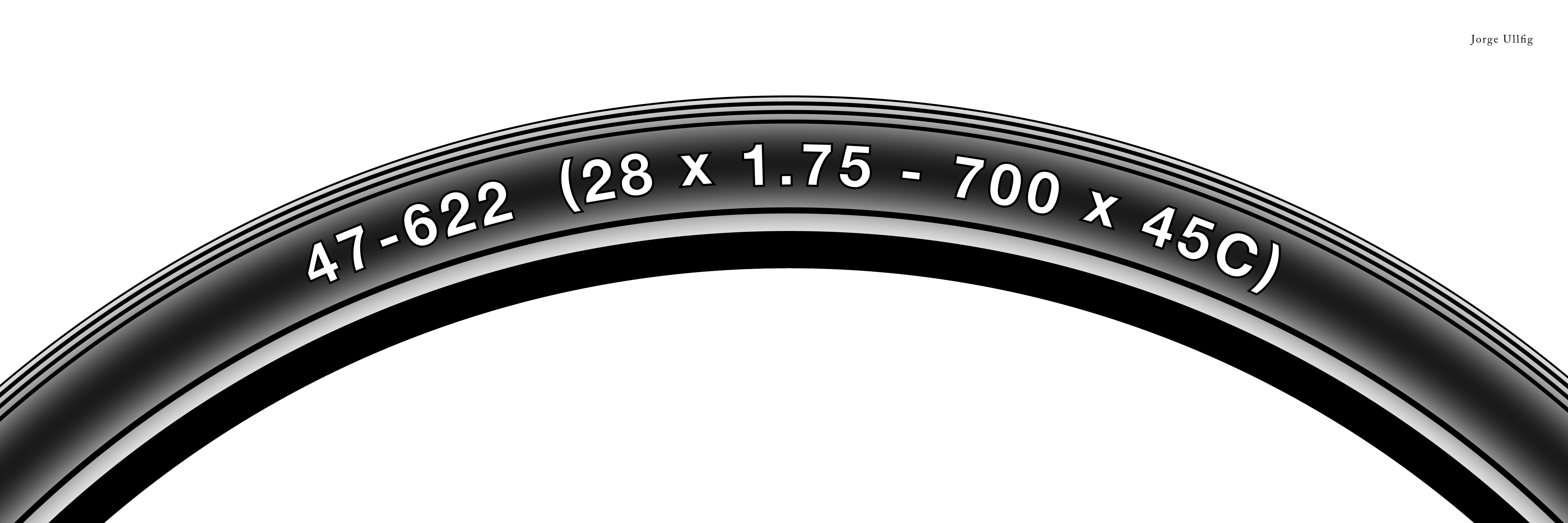
De ETRTO-maat met tussen haakjes de oude inchmaat en de Franse maat

De verschillende oude systemen zijn officieel vervangen door een Europese norm, de ETRTO-norm. De ISO 5775 norm is gebaseerd op deze ETRTO-norm. Een voorbeeld hiervan is 47-622, 37-622 (stadsfiets) en 23-622 (koersfiets). Hierbij staat het eerste getal voor de breedte in millimeter van de opgepompte band en geeft het tweede getal de velgmaat (de diameter van de velg) aan, gemeten daar waar de binnenband op de velg rust. Dit komt overeen met de diameter van de hieldraad van de band en vormt een belangrijk verschil met de andere systemen, waar de buitendiameter van de band gemeten wordt en de velgmaat niet direct kan worden afgelezen. Met de ETRTO-maat kan men direct vaststellen of een band op de gewenste velg past - een klein breedteverschil is niet zo erg maar de velgmaat moet kloppen.
De Europese ETRTO-norm wordt officieel sinds de jaren 80 van de 20e eeuw gebruikt. Op banden leest men meestal de moderne ETRTO-maat, met de verouderde inchmaat tussen haakjes. In de detailhandel wordt echter nog vaak met inches gewerkt. Wie een band koopt en de ETRTO-maat opgeeft, zal vaak horen dat de verkoper de inchmaat wil weten.
De ETRTO-norm geeft juiste maten en men kan dan ook nameten of het klopt. Dat is met inchmaten niet het geval, zoals zelfs mag blijken uit het feit dat een band van 27" een grotere velg nodig heeft dan de meeste banden van 28".

## Conversietabel
In de laatste kolom is uit de "Oude benaming" in inches de velgdiameter in millimeters berekend. Men vergelijke dit met de werkelijke velgdiameter in de kolom ETRTO.
| Gebruikt voor                                   | DIN-norm ETRTO (mm) breedte – velgmaat | Oude benaming (inch) buitenkant van band ⌀ × hoogte | Franse aanduiding (mm) buitenkant van band ⌀ × breedte letter is velgmaat: A=288, 340, 390, 440, 490, 541, 590, 642 B=279, 330, 584, 635 C=571, 622 | Velgdiameter volgens inchmaat |
| ----------------------------------------------- | -------------------------------------- | --------------------------------------------------- | --- | ----------------------------- |
| Rolstoel (voorwiel)                             | 54 – 152                               | 10 × 2                                              | | 152,4                         |
| Kinderwagen, kinderfiets                        | 62 – 203                               | 12½ × 2¼                                            | 203,7 |                               |
| Bickerton                                       | 37 – 288/298                           | 14                                                  | 350A |                               |
|                                                 | 37 – 288                               | 14 × 1⅝                                             | 350A | 273                           |
|                                                 | 44 – 288                               | 14 × 1⅜                                             | 350A | 285,8                         |
|                                                 | 62 – 305                               | 16 × 1¼                                             | | 342,9                         |
|                                                 | 47 – 305                               | 16 × ⅞                                              | | 361,9                         |
|                                                 | 57 – 305 Cross                         | 16 × 2⅛                                             | | 298,5                         |
| Franse kinderfiets                              | 37 – 340                               | 16 × 1⅜                                             | 400A | 336,6                         |
| Franse kinderfiets                              | 44 – 330                               | 16 × 1⅝                                             | 400A | 323,9                         |
|                                                 | 37 – 340                               | 18 × 1¼                                             | 450A | 393,7                         |
| Hollandse band                                  | 37 – 340                               | 18 × 1⅜                                             | | 387,4                         |
| vouwfiets                                       | 37 – 349                               | 18 × 1⅜ × 1⅛                                        | | 387,4                         |
| Birdy                                           | 40 – 355                               | 18 × 1½                                             | | 381                           |
| vouwfiets                                       | 47 – 355                               | 18 × ⅞                                              | | 412,8                         |
| Italiaanse kinderfiets                          | 37 – 390                               | 20 × 1¼                                             | 500 × 32A | 444,5                         |
|                                                 | 47 – 406                               | 20 × 1¾                                             | | 419,1                         |
|                                                 | 62 – 406                               | 20 × 2¼                                             | | 393,7                         |
| Franse kinderfiets                              | 28/37 – 440                            | 22 × 1¼                                             | | 495,3                         |
|                                                 | 37 – 451                               | 20 × 1⅜                                             | | 438,2                         |
| Kinderfiets                                     | 47 - 457                               | 22 × 1¾                                             | | 469,9                         |
| Franse kinderfiets                              | 37 – 489/490/501                       | 22 × 1⅜                                             | 550A |                               |
| Kinderfiets- MTB                                | 47 – 507                               | 24 × 1,75..1,85                                     | | 488,9                         |
|                                                 | 57 – 507                               | 24 × 2⅛                                             | |                               |
| Kinderfiets- Race                               | 25 – 520                               | 24 × 1,0                                            | | 558,8                         |
|                                                 | 32 – 540                               | 24 × 1¼ × 1⅜                                        | 600 × 32A |                               |
| Rolstoel                                        | 37 – 540/541                           | 24 × 1⅜                                             | 600 × 35A | 439,8                         |
|                                                 | 40 – 540                               | 24 × 1½ × 1⅜                                        | 600 × 38A |                               |
| Toerfiets                                       | 37 – 559                               | 26 × 1,4                                            | | 589,3                         |
| Mountainbike gebruik op de weg                  | 23 – 559                               | 26 × 0,9                                            | | 614,7                         |
| Mountainbike gebruik op de weg                  | 25 – 559                               | 26 × 1,00                                           | | 609,6                         |
| Mountainbike gebruik op de weg                  | 40 – 559                               | 26 × 1,50                                           | | 584,2                         |
| Mountainbike, citybike of delivery bike         | 47 – 559                               | 26 × 1¾                                             | | 571,5                         |
| Mountainbike of fietskar                        | 49..55 – 559                           | 26 × 1,9..2,2                                       | |                               |
| Mountainbike/bakfiets                           | 50 – 559                               | 26 × 2,00                                           | | 558,8                         |
| Mountainbike 26 inch                            | 54..60 – 559                           | 26 × 2,10.. 2,35                                    | |                               |
| Mountainbike                                    | 57 – 559                               | 26 × 2¼                                             | | 546,1                         |
| triathlonfiets / 650 C-racefiets                | 20..23 – 571                           | 26 × 0,9                                            | 650 × 20..23C | 614,7                         |
| Duitse stadsfiets, eenvoudige fiets voor Afrika | 54 - 571                               | 26 × 2,10                                           | | 553,7                         |
| Franse toerfiets                                | 40 – 584                               | 26 × 1½                                             | 650B | 584,2                         |
| Franse toerfiets                                | 44 – 584                               | 26 × 1½ × 1⅝                                        | 650 × 42B |                               |
| Nederlandse transportfiets                      | 47 – 584                               | 26 × 1¾ × 1½                                        | 650 × 45B |                               |
| Mountainbike 27,5                               | 57 – 584                               | 27,5 × 2,25                                         | 650B | 584,2                         |
|                                                 | 28 – 590                               |                                                     | 650 × 28A |                               |
| Nederlandse jeugdfiets / Spartamet              | 37 – 590                               | 26 × 1⅜                                             | 650 × 35A | 590,6                         |
| Scandinavisch jaren 80                          | 40 – 609                               | 27 × 1½                                             | |                               |
| racefiets                                       | 18..28 – 622                           | 28 × 1⅝ × 1⅛                                        | 700 × 18..28C |                               |
| Sportfiets zeer smal                            | 28 – 622                               | 28 × 1⅝ × 1⅛                                        | 700 × 28C |                               |
| Sportfiets smal                                 | 32 – 622                               | 28 × 1⅝ × 1¼                                        | 700 × 32C |                               |
|                                                 | 32 – 622                               | 28 × 1¼ × 1¾                                        | 28 |                               |
| Stads-/Standaardfiets/sportfiets                | 37 – 622                               | 28 × 1⅝ × 1⅜ 28 × 1.40                              | 700 × 35C |                               |
|                                                 | 35..40 – 622                           | 28 × 1⅜ × 1⅝                                        | 28 |                               |
|                                                 | 42 – 622                               | 28 × 1,6                                            | 700 × 40C | 629,9                         |
| Toerfiets                                       | 42 – 622                               | 28 × 1,6                                            | 700 × 42C | 629,9                         |
| Weinig voorkomende Franse toerfiets             | 44 – 622                               | 28 × 1⅝ × 1½                                        | 700 × 42C |                               |
| Toerfiets                                       | 47 – 622                               | 28 × 1¾                                             | 700 × 47C | 622,3                         |
|                                                 | 50 – 622                               | 28 × 2.00 29 × 2.00 28 × 1,90                       | |                               |
|                                                 | 55 – 622                               | 28 × 2.15 29 × 2.15                                 | |                               |
|                                                 | 60 – 622                               | 28 × 2.35 29 × 2.35                                 | | 614,7                         |
| Toerfiets, e-bike met ballonband                | 50..60 – 622                           | 28 × 2,0..2,35                                      | |                               |
| Mountainbike twentyniner                        | 54..62 – 622                           | 29 × 2,10..2,40                                     | |                               |
| Racefiets (Engeland)                            | 28..32 – 630                           | 27 × 1⅛ 27 × 1¼                                     | |                               |
| Sportfiets (Engeland)                           | 28 – 630                               | 27 × 1¼ FIFTY 27 × 1⅛                               | |                               |
|                                                 | 16..32 – 630                           | 27                                                  | |                               |
| Opoefiets                                       | 40 – 635                               | 28 × 1½                                             | 700 × 38B | 635                           |
| Klassieke transport-/bakfiets                   | 44 – 635                               | 28 × 1½ × 1⅝                                        | 700 × 40/42B | 635                           |

De tabel hieronder toont de combinaties van inchmaat (nominale buitendiameter van de band) en millimetermaat (diameter van de velg) die kunnen voorkomen.
|                | 10" | 12½" | 14" | 16" | 18" | 20" | 22" | 24" | 26" | 27" | 27,5" | 28" | 29" |
| 152 mm         | Ja  |      |     |     |     |     |     |     |     |     |       |     |     |
| 203 mm         |     | Ja   |     |     |     |     |     |     |     |     |       |     |     |
| 288 mm         |     |      | Ja  |     |     |     |     |     |     |     |       |     |     |
| 305 mm         |     |      |     | Ja  |     |     |     |     |     |     |       |     |     |
| 330 mm         |     |      |     | Ja  |     |     |     |     |     |     |       |     |     |
| 340 mm         |     |      |     |     | Ja  |     |     |     |     |     |       |     |     |
| 349 mm         |     |      |     |     | Ja  |     |     |     |     |     |       |     |     |
| 355 mm         |     |      |     |     | Ja  |     |     |     |     |     |       |     |     |
| 390 mm         |     |      |     |     |     | Ja  |     |     |     |     |       |     |     |
| 406 mm         |     |      |     |     |     | Ja  |     |     |     |     |       |     |     |
| 440 mm         |     |      |     |     |     |     | Ja  |     |     |     |       |     |     |
| 451 mm         |     |      |     |     |     | Ja  |     |     |     |     |       |     |     |
| 457 mm         |     |      |     |     |     |     | Ja  |     |     |     |       |     |     |
| 489/490/501 mm |     |      |     |     |     |     | Ja  |     |     |     |       |     |     |
| 507 mm         |     |      |     |     |     |     |     | Ja  |     |     |       |     |     |
| 520 mm         |     |      |     |     |     |     |     | Ja  |     |     |       |     |     |
| 540/541 mm     |     |      |     |     |     |     |     | Ja  |     |     |       |     |     |
| 559 mm         |     |      |     |     |     |     |     |     | Ja  |     |       |     |     |
| 571 mm         |     |      |     |     |     |     |     |     | Ja  |     |       |     |     |
| 584 mm         |     |      |     |     |     |     |     |     | Ja  |     | Ja    |     |     |
| 590 mm         |     |      |     |     |     |     |     |     | Ja  |     |       |     |     |
| 609 mm         |     |      |     |     |     |     |     |     |     | Ja  |       |     |     |
| 622 mm         |     |      |     |     |     |     |     |     |     |     |       | Ja  | Ja  |
| 630 mm         |     |      |     |     |     |     |     |     |     | Ja  |       |     |     |
| 635 mm         |     |      |     |     |     |     |     |     |     |     |       | Ja  |     |